# Онохой (станция)
Онохо́й — станция Восточно-Сибирской железной дороги на Транссибирской магистрали (5677 километр).
Расположена в посёлке городского типа Онохой Заиграевского района Бурятии.

## История
Основана в 1900 году.
В 2012 году прекращено пригородное движение поезда Улан-Удэ — Горхон по Транссибирской магистрали. В 2014 году отменена электричка Улан-Удэ — Петровский Завод. С мая 2017 года возобновлено движение электропоезда Улан-Удэ — Петровский Завод (с мая по октябрь, дважды в неделю).

## Пригородное сообщение по станции
| № поезда | Маршрут движения            | № поезда | Маршрут движения            |
| -------- | --------------------------- | -------- | --------------------------- |
| 6649     | Петровский Завод — Улан-Удэ | 6650     | Улан-Удэ — Петровский Завод |
| 6651     | Петровский Завод — Улан-Удэ | 6652     | Улан-Удэ — Петровский Завод |